# Наиро Кинтана
Наиро Александер Кинтана Рохас (шп. Nairo Alexander Quintana Rojas; Комбита, 4. фебруар 1990), члан реда Бојака (ODB), колумбијски је професионални бициклиста од 2009. године, који тренутно вози за  ворлд тур тим — Мовистар. Освојио је по једном Ђиро д’Италију и Вуелта а Еспању. Двоструки је побједник Тирено—Адријатика, док је по једном освојио Вуелта а Каталуњу, Вуелта ал Паис Баско и Тур де Романди. Тур де Франс је трипут завршио на подијуму, док је двапут освојио класификацију за најбољег младог возача и једном брдску класификацију.
У дјетињству је продавао воће од села до села и радио је као таксиста да би зарадио новац за породицу. Бициклизмом је почео да се бави у раној младости, а 2009. је почео професионалну каријеру. Након три сезоне у Колумбији, 2012. је прешао у шпански ворлд тур тим Мовистар и прве сезоне је возио Вуелта а Еспању, гдје је радио за Алехандра Валврдеа. Године 2013. освојио је Вуелта ал Паис Баско и Вуелта а Бургос, након чега је завршио Тур де Франс на другом месту, иза Криса Фрума, уз једну етапну побједу и освојене брдску и класификацију за најбољег младог возача. Године 2014. пропустио је Тур де Франс, у намјери да освоји друга два гранд тура; освојио је Ђиро д’Италију, али је Вуелту морао да напусти због пада. Године 2015. освојио је Тирено—Адријатико, док је Тур де Франс поново завршио на другом мјесту, иза Фрума, уз освојену класификацију за најбољег младог возача. Године 2016. освојио је Вуелта а Каталуњу и Тур де Романди, док је Тур де Франс завршио на трећем мјесту; у финишу сезоне, освојио је Вуелта а Еспању испред Фрума, успјевши да га побиједи по први пут на гранд тур тркама. Захваљујући добрим резултатима, завршио је други у UCI ворлд туру, иза Петера Сагана.
Године 2017. освојио је Тирено—Адријатико по други пут, након чега је возио и Ђиро и Тур, у покушају да оствари популарни Ђиро—Тур дабл. На Ђиру је био лидер до хронометра на последњој етапи, када је изгубио минут и 24 секунде од Тома Димулена и завршио је на другом мјесту, 31 секунду иза Димулена, док је Тур де Франс завршио на 12 мјесту. Године 2018.  возио је Тур де Франс, који је завршио на десетом мјесту, уз етапну побједу, прву на Туру послије пет година, а након Тура, завршио је Вуелта а Еспању на осмом мјесту. Године 2019, завршио је Париз—Ницу на другом мјесту, иза Егана Бернала, након чега је завршио Тур де Франс на осмом мјесту, уз етапну побједу, док је његов сународник — Еган Бернал, постао први колумбијски побједник Тура. У финишу сезоне, завршио је Вуелта а Еспању на четвртом мјесту. Године 2020. прешао је у француски тим Аркеа—самсик. На старту сезоне освојио је двије трке у Француској, прије него што је сезона прекинута због пандемије ковида 19 у марту. Сезона је настављена у августу, а Тур де Франс је завршио на 17 мјесту.
Године 2021. освојио је Вуелту а Астуријас, док је Тур де Франс завршио на 28 мјесту и био је лидер брдске класификације на пет етапа. Године 2022. освојио је Тур де ла Провенс и Тур де Алпс трке, а Тур де Франс је завршио на шестом мјесту, али му је у августу резултат поништен због допинга. Он је напустио тим и није се такмичио током 2023. а 2024. вратио се у Мовистар.

## Дјетињство и јуниорска каријера
Кинтана је рођен у Комбити, граду близу Туње, главног града департмана Бојака, у Колумбији, у сељачкој породици, од родитеља Луиса и Елоизе. Одрастао је у Комбити, проводећи време између родог места и Памплоне. Има две сестре: Нели Есперанса и Лејди Хасмин и два брата: Вилингтон Алфредо и Дајер Увернеј. Недуго након рођења, Наиро се разболео и нико није знао шта му је. Очи су му се сушиле, а безбројне посете докторима нису помагале. Доктори су рекли његовим родитељима да Наиро има много здравствених проблема, а један од њих је рекао да ће Наиро можда умрети. Имао је дијареју и високу температуру, родитељи су покушавали код сваког доктора, али није било помоћи. Једног дана, док је Наирова мајка шетала улицом са њим, пришла им је жена и рекла да Наиро има тзв. болест "исушење покојника", док је била трудна са њим, стомак јој је додирнуо погребник, који је претходно спремао жену пре сахране, то је у Колумбији била лоша срећа. Жена је рекла Наировој мајци да донесе лековитог биља са вреле воде и да ће му бити боље. То је помогло и Кинтани је убрзо било боље.
Кинтана долази из скромног окружења, родитељи су га одгајали у тешким економским условима, отац му је продавао воће камионом у граду Туња и поседовао је малу радњу. Лоше економско стање му је и омогућило да добије први бицикл, јер је школа била удаљена 16 km. Ићи пешице до школе је било опасно и обично је Наиро био исцрпљен због тешког терена којим је морао да иде. Туда је пролазио аутобус који је могао да га одвезе до школе, али са четворо браће и сестара, нису имали довољно новца за коришћење јавног превоза. Његова породица је штедела новац и купила му половни брдски бицикл за 30 долара. Наиро је чувао свој бицикл и полако је почео да сањари током вожњи до школе и назад. Сваки пут кад је возио бицикл, замишљао је себе како се трка и побеђује етапе на брдској завршници након 8% нагиба, циљ је заправо била његова кућа. Кад би стигао, родитељи су били ту да га поздраве, али уместо да му дају жуту или тачкасту мајицу, стављали су му руану (плашт сличан пончу у Мексику), због ниских температура у Бојаки. С обзиром на то да његова породица није имала довољно новца, сви су морали да раде након школе. Помагали су родитељима на фарми, радили су у малој радњи коју су поседовали, а у исто време су радили домаће, прали одећу, спремали вечеру. Наиро је са 10 година почео да вози такси са братом, возили су по ноћи да их полиција не би ухватила. Кад је имао 15 година, ударио га је такси док је возио бицикл, био је пет дана у коми. Његов отац је такође као мали доживео несрећу. Кад је имао осам година, био је у камиону који се преврнуо и од тад је имао 14 операција. Студије му нису биле у плановима и одлучио је да се придружи колумбијској војсци, јер је мислио да је то једини начин на који може да зарађује за живот.
Наиро није знао ништа о бициклизму и није имао спортске идоле, није знао ништа ни о колумбијским бициклистима док се није придружио свом првом тиму. И када је почео аматерску каријеру, могућност да постане професионалац била је далека. Његова породица није имала новца да плати таксу за учешће на трци, али је његов отац смислио план. Предложио је организаторима да дозволе Наиру да учествује, а платиће им након трке, новцем који Наиро добије, јер је био уверен да ће завршити међу прва три. План је успео, организатори су прихватили, а Наиро је победио. На свакој следећој трци, таксу је плаћао након трке.

## Професионална каријера

### Почетак каријере
Кинтана је почео професионалну каријеру 2009. године, у малом, локалном клубу Бојака ес пара вивирла, са којим је освојио национално првенство у вожњи на хронометар за возаче до 23 године, док је на Светском првенству у вожњи на хронометар за возаче до 23 године завршио на 26 месту. Кинтана је имао плату 650 долара и купио је мајци веш машину. Након годину дана прешао је у тим Колумбија ес пасион, а са њим су дошли у тим и други таленти Серхио Енао и Фабио Дуарте. Сезону 2010 почео је на трци Трофео сидаде да Португал, коју је завршио на 62 месту, 12 минута иза победника Тома Димулена. Са новим тимом, освојио је своју прву трку, Тур де л’Авенир. Трку је почео 17 местом на прологу, док је на првој брдској, трећој етапи изгубио минут и по. Нападом на шестој етапи, Кинтана је победио и преузео вођство у генералном пласману, 20 секунди испред Холанђанина Тома Јелте Слагтера. Кинтана је победио и на последњој, седмој етапи и освојио је трку са минут и 44 секунде испред Американца Ендруа Таланског, док је трећи завршио Харлинсон Пантано. Након победе у Француској, Кинтана се вратио у Колумбију где је дочекан као херој. Председник Колумбије је позвао Наира у хотел, где му је рекао да је био сјајан пример за све Колумбијце и захвалио му се што је предтсавио Колумбију у позитивном светлу у Европи. Наиро му је рекао да победа припада свим Колумбијцима и да је поносан што може да представља целу нацију док се пење кроз француске планине. Кинтана је касније примљен и у председничку палату у Боготи, где је поновио своју изјаву из хотела, а додао је и да је заплакао знајући да је то победа за целу Колумбију. Кинтана је дочекан као херој и у родној Бојаки. Са сувозачима, који су из околних места, парадирао је возећи се аутобусом, учесвовао је у церемонијама, музичким презентацијама и на неколико забава организованих у његову част. Од тима је добио на поклон бицикл који је возио на трци, али је он украден након трке у Туњи у којој је учествовао.
Сезону 2011. почео је на Вуелта а Каталуњи, коју је завршио на 104 месту, док ниједну етапу није завршио испод стотог места. Трку Вуелта а Кастиља и Леон завршио је на 15 месту. На Тур де л’Авениру није био добар као претходне сезоне и завршио је на 21 месту, седам минута иза победника Естебана Чавеза. Сезону је завршио на Светском првенству у Копенхагену, где је возио трке за возаче до 23 године. Завршио је на 47 месту у вожњи на хронометар и на 52 месту у друмској вожњи.

### 2012.
Кинтанина вожња није прошла незапажено, па је 2012. године прешао у шпански професионални бициклистички клуб Мовистар. Сезону је почео на трци Челенџ Мајорка, која се састоји из три одвојена челенџа, други - Трофео Мигјорн, Кинтана је завршио на 161 месту, од 181 возача. Након две трке у којима није био запажен, Кинтана је освојио Вуелта а Мурсија трку, где је победио на првој етапи и сачувао предност на хронометру на другој етапи. У јуну, Кинтана је освојио шесту етапу на Критеријуму ди Дофине, где је напао из редуковане главне групе, у којој је био и лидер Бредли Вигинс. Кинтана је задржао предност на спусту у Морзину и дошао је до соло тријумфа. Након Дофинеа, возио је Рута ди Суд трку. Након прве две спринтерске етапе, на трећој се ишло у Пиринеје. Кинтана је напао на последњем успону, стигао бегунце, а затим је уследио одлучујући напад који нико није могао да прати. Кинтана је победио на етапи и преузео вођство у генералном пласману. Последња етапа била је спринтерска и Кинтана је освојио трку. Исте године је дебитовао на гранд тур тркама, играјући кључну улогу за Алехандра Валвердеа на Вуелта а Еспањи. Вуелта је почела екипним хронометром, на којем је победио Мовистар, Кинтана је прошао четврти кроз циљ. Најбољи резултат остварио је на етапи 16, када је завршио шести. Валверде је освојио друго место на Вуелти, док је Кинтана завршио на 36 месту. На Ђиро ди Ломбардији, Хоаким Родригез је тријумфовао, док је Кинтана завршио на 11 месту у спринту групе која је дошла девет секунди иза Родригеза. У октобру је освојио Ђиро дела Емилија трку, три секунде испред Фредерика Кесјакофа. Кесјакоф и Доменико Поцовиво су напали на последњем успону, али је Кинтанин сувозач, Ђовани Висконти успео да неутралише њихов напад. Кинтана је напао на 600 m до циља и био је недостижан.

### 2013.
Године 2013. Кинтана је освојио трећу етапу на Вуелта а Каталуњи, а наредног месеца је освојио трку Вуелта ал Паис Васко, где је победио на краљевској етапи, Кинтана је напао на последњем успону и завршио је две секунде испред шесточлане групе. На хронометру на последњој етапи, завршио је други, иза Тонија Мартина и узео је довољно времена Серхију Енау, који је био лидер до тог тренутка, и освојио је трку. На Париз–Ници, Кинтана је показао снагу на петој, краљевској етапи. Денис Мењшов је напао на 2 km до циља, нико није реаговао, све до 1,4 km до циља, када је Ричи Порт јаким нападом прошао Мењшова и освојио етапу, Кинтана је завршио у малој групи, прошавши осми кроз циљ, 33 секунде иза Порта. На хронометру на последњој етапи, Кинтана је возио добро, завршио је трећи, 27 секунди иза Порта, док је у генералном пласману завршио на 15 месту.
На Тур де Франсу, Кинтана је напао на осмој етапи и први је прешао преко највећег успона на Туру те године, Кол де Пелереса, али на последњем успону није имао снаге да прати Криса Фрума, који је освојио етапу. Кинтана је преузео белу мајицу, која се додељује лидеру класификације за најбољег младог возача и добио је црвени број, за најагресивнијег возача те етапе. На етапи 15, до Мон Вентуа, Кинтана је опет напао рано и само је Фрум могао да га прати, а на два километра до циља, Фрум је отишао, Кинтана није имао снаге да га прати и завршио је други, Фрум му је отишао на пет минута у генералном пласману. На брдском хронометру на етапи 17, Кинтана је завршио шести, минут иза Фрума. На етапи 18, двапут се ишло преко легендарног успона, Алп ду Еза. Крис Фрум је показао прве слабости на трци, што је искористио Кинтана, завршио је минут испред и два минута испред Алберта Контадора. Кинтана је дошао до трећег места у генералном пласману, само 20 секунди иза Контадора који је био на другом месту. На етапи 20, вођена је одлучујућа борба за подијум, Контадор је имао лош дан и отпао је рано. Кинтана и Хоаким Родригез су напали на последњем успону, Кинтана је био јачи, Родригез је посустајао и Кинтана је остварио прву етапну победу на Туру. Завршио је два и по минута испред Контадора и преузео је друго место. На последњој етапи у Паризу није било борбе и Кинтана је освојио друго место, класификацију за најбољег младог возача и брдску класификацију. Кинтана је тако постао први дебитант који је завршио Тур на подијуму још од Јана Улриха 1996.
Након Тура, возио је Вуелта а Бургос трку. На последњој, петој етапи, Кинтана је био најјачи. Иван Басо и Винченцо Нибали су нападали, Кинтана је пратио, а затим је напао и освојио је са 23 секунде испред Давида Ароја, док су Басо и Нибали завршили иза њих. Победом на последњој етапи, Кинтана је освојио трку са 23 секунде испред Ароја.
На крају сезоне, Кинтана је добио награду за најбољег спортисту Колумбије.

### 2014.
Године 2014, Кинтана је одлучио да му фокус сезоне буде Ђиро д’Италија, због бројних брдских финиша, а пропустиће Тур де Франс. На почетку године освојио је Тур де Сан Луис уз једну освојену етапу, а у марту је завршио други на Тирено–Адријатико трци, иза Алберта Контадора. Прије Ђира, завршио је пети на Вуелта а Каталуњи. Ђиро није почео добро по Кинтану, на старту, на тимском хронометру, изгубио је 55 секунди, на шестој етапи је учествовао у великом паду и изгубио још два минута, да би његов заостатак након хронометра на етапи 12 био 3 минута и 29 секунди иза Ригоберта Урана. На етапама 14 и 15, Кинтана је смањио заостатак, а након контроверзне етапе 16, преузео је розе мајицу. Међу возачима је дошло до забуне око тога да ли је спуст са Пасо дело Стелвија неутралисан. Кинтана је напао заједно са Пјером Роланом и Рајдером Хеседалом. У финишу етапе им је отишао и освојио је етапу са 4'11" испред Ригоберта Урана и преузео је вођство. На брдском хронометру на етапи 19, Кинтана је возио импресивно и освојио је етапу, 17 секунди испред Фабија Аруа. На етапи 20, до Монте Зонколана, Кинтана је одолео нападима Урана, завршивши у истом времену као и он. На последњој етапи, традиционално није било борбе за генерални пласман, Кинтана је освојио Ђиро са два минута и 58 kgсекунди испред Урана, поставши тако први колумбијски победник Ђира, освојио је такође и класификацију за најбољег младог возача.
Након Ђира, Кинтана није возио неколико месеци, тренирао је у Колумбији, а у Европу се вратио у августу, на трци Вуелта а Бургос, где се спремао за Вуелта а Еспању. На трећој, краљевској етапи, Кинтана је победио са шест секунди испред Данијела Морена и преузео је лидерску мајицу. На четвртој, равној етапи, у спринту се група преполовила, Кинтана је био на погрешној страни и изгубио је једну секунду од Морена, са којим је сада био изједначен у генералном пласману, али је Морено био нови лидер. На хронометру на последњој, петој етапи, Кинтана је завршио други, три секунде испред Морена и освојио је трку. Вуелта а Еспања је почела добро за Кинтану, тим Мовистар је победио на екипном хронометру, чиме су Кинтана и Валверде стекли 19 секунди испред Контадора и 27 испред Фрума. Валверде је победио на шестој етапи и преузео је лидерску, црвену мајицу, док је Кинтана завршио пети на етапи, 12 секунди иза, али је задржао друго место у генералном пласману. На тешкој брдској, деветој етапи, Кинтана и Контадор су завршили 26 секунди испред Валвердеа и Кинтана је преузео црвену мајицу, три секунде испред Контадора и на дан одмора је отишао са првог места. На хронометру на десетој етапи, Кинтана је након првог пролазног мерења пао, ударивши у ограду на спусту. Успио је да заврши етапу, са преко три минута заостатка и испао је из првих 10 у генералном пласману. На етапи 11, Кинтана је пао опет и одлучио је да напусти Вуелту. Након повлачења са Вуелте завршио је сезону. Кинтана је проглашен за најбољег спортисту Колумбије другу годину заредом.

### 2015.
Сезону 2015. је стартовао на трци Тур де Сан Луис, који је завршио на трећем месту. Кинтана је првобитно планирао да вози Вуелта а Андалузија трку, али је због пада на националном првенству Колумбије у друмској вожњи, био принуђен да пропусти трку. Наредна трка коју је возио била је Тирено—Адријатико, у марту, где је остварио и прву победу у сезони, победио је на етапи до Терминиља, а победом је преузео и лидерску мајицу. Мајица је задржао до краја и освојио је Тирено 18 секунди испред Баукеа Молеме, тако поставши први колумбијски победник престижне италијанске трке, а освојио је и класификацију за најбољег младог возаача. На Тур де Франсу 2015. су увршћене етапе са секцијама са коцком, због чега је Кинтана одлучио да вози класике Е3 Харелбеке и Дварс дор Вландерен, да би се што боље спремио за те етапе на Туру. Припреме за Тур де Франс наставио је на трци Тур де Романди, где је завршио осми и Вуелти ал Паис Васко, где је завршио четврти. Направио је шестонедељну паузу од трка и тренирао је у Колумбији. Вратио се на трци Руте де Суд, где се борио са Албертом Контадором, који је покушао да оствари Ђиро—Тур дабл. На трећој, краљевској етапи, Контадор је нападао, Кинтана маркирао сваки његов покушај, а на спусту са последњег успона, Контадор је успио да се одвоји и да победи на етапи. Кинтана је трку завршио на другом месту, 17 секунди иза Контадора.
Кинтана је био велики фаворит за Тур де Франс, заједно са Крисом Фрумом, Албертом Контадором и Винченцом Нибалијем, свима су даване подједнаке шансе за победу. На другој етапи, воженој у Холандији, дувао је јак ветар, због чега се група одвојила и Кинтана је изгубио минут и по од Фрума и Контадора. На трећој етапи, на завршном успону, Мур де Хуј, Хоаким Родригез и Крис Фрум су се издвојили, борећи се за етапну победу, док је Кинтана завршио 11 секунди иза. На екипном хронометру на деветој етапи, Кинтанин тим Мовистар је завршио трећи, три секунде иза Фрумовог тима Скај, али је завршио 25 секунди испред Контадора и 30 испред Нибалија, на дан одмора отишао је са деветог места, два минута иза Фрума. На десетој етапи, првој великој брдској, Кинтана је био једини који је успио да остане уз Фрума након што је Британац напао, али је у финишу остао без снаге и није могао да га прати. Фрумов сувозач Ричи Порт, успио је да га достигне и заврши етапу пет секунди испред. Кинтана је изгубио минут од Фрума, али је надокнадио време у односу на остале конкуренте за подијум, Контадор је изгубио три, а Нибали четири и по минута. Након етапе, Кинтана је скочио са деветог на треће место. На етапи 17, Тиџеј ван Гардерен је имао лош дан и напустио је Тур, тако да је Кинтана дошао до другог места. На етапи 19, Фрум је имао Механичких проблема и у том тренутку је Нибали напао. У финишу етапе, Кинтана је напао, завршио је други, 44 секунде иза Нибалија, али је надокнадио 30 секунди у односу на Фрума. На одлучујућој, последњој брдској, етапи 20, која се завршавала на Алп ду Езу, Кинтана је био први који је напао, али су га Фрумови сувозачи брзо достигли, наредни покушаји су такође пропали, а онда је напао његов сувозач Алехандро Валверде. Иако је био трећи у генералном пласману, није представљао опасност за Фрума и пустили су га. Кинтана је затим покушао опет, али га је Ваут Пулс брзо вратио, међутим Фрум није имао снаге и нашао се на зачељу групе, што је искористио Кинтана и напао опет, дошавши до Валвердеа и лагано су правили предност испред Фрума. На 5 km до циља, Кинтана је достигао другог сувозача, Винера Анакону и убрзо је предност испред Фрума порасла на 30 секунди. Анакона и Валверде су у финишу посустали, Кинтана је вукао јако и завршио је етапу на другом месту, 18 секунди иза Тибоа Пиноа, а минут и 20 секунди испред Фрума и Валвердеа, али није надокнадио довољно времена. Последња етапа у Паризу је била ревијалног карактера и Кинтана је завршио други, минут и 12 секунди иза Фрума. Успешан Тур за Мовистар комплетирао је Валверде трећим местом, а Мовистар је освојио тимску класификацију.
Прва четворица са Тур де Франса, Фрум, Кинтана, Валверде и Нибали су у августу потврдили да ће возити Вуелта а Еспању, трећи гранд тур у сезони. Вуелта је почела екипним хронометром, али због лошег терена и ризика од падова, етапа је неутралисана и није се рачунала за генерални пласман. Први брдски окршаји виђени су већ на другој етапи, Кинтана је завршио шести, 26 секунди иза победника Естебана Чавеза, али четири секунде испред Фрума. На шестој етапи, Чавез је славио опет, Кинтана је завршио у групи, 11 секунди иза. На седмој етапи, до изражаја је дошао Фабио Ару, који је узео 15 секунди ривалима, укључујући и Кинтану, док је Фрум показао слабост први пут и завршио је 30 секунди даље. Девету етапу је освојио Том Димулен, који је преузео црвену мајицу, Кинтана је изгубио нових 20 секунди. На први дан одмора је отишао са седмог места, минут и 17 секунди иза Димулена, а имао је идентично време као сувозач, Алехандро Валверде. Етапа 11 није била добра за Кинтану, на девет километара до циља, почео је да губи прикључак, Ару је напао и оставио све иза себе, Кинтана је завршио у малој групи, четири минута и 20 секунди иза победника Микела Ланде, а три минута иза Фабија Аруа и пао је на девето место у генералном пласману. На етапи 14 вођена је велика борба, Ару је нападао, али га је Кинтана успешно пратио, а на мање од километра до циља, Кинтана је напао и завршио седам секунди испред Аруа. Етапа 16 имала је седам успона, са секцијама до 30% нагиба. На два километра до циља распламсала се борба, Хоаким Родригез је нападао и успио је да се одвоји и победи, док је Кинтана изгубио десет секунди и на дан одмора је отишао са осмог места, три минута иза Родригеза, који је победом преузео мајицу, секунду испред Аруа. На хронометру на етапи 17, Кинтана је завршио шести, минут и 30 иза Димулена и 20 секунди испред Аруа и дошао је до петог места, минут и по далеко од подијума. Етапа 20 је била последња у борби за генерални пласман, на четири километра до циља, Ару је напао и полако дистанцирао Димулена, који се мучио. Кинтана је видио своју шансу да напредује у пласману, пратио га је Рафал Мајка, који је покушавао да дође до другог места, њих двојица су радили заједно, а у финишу је Мајка напао и завршио две секунде испред Кинтане, који је надокнадо минут и дошао је до чевртог места, 40 секунди далеко од подијума. Последња, етапа 21, није била такмичарског карактера за генерални пласман, Кинтана је завршио у великој групи, са другим возачима и завршио је Вуелту на четвртом месту.
Сезону је завршио на трећем месту у UCI ворлд тур рангирању, 200 бодова иза Валвердеа. У избору за најбољег спортисту Колумбије, поделио је награду са атлетичарком Катерине Ибаргвен.

### 2016.
У новембру 2015. објављено је да ће Кинтана 2016. возити Тур де Франс, друмску трку на Олимпијским играма и Вуелта а Еспању, а сезону ће почети на трци Тур де Сан Луис у јануару. На Тур де Сан Луис трци, поред Наира наступио је и његов брат, Дајер Кинтана. На шестој, последњој брдској етапи, вођена је велика борба. На 7,5 km до циља, лидер трке је отпао, док су браћа Кинтана и Мигел Лопез водили борбу за етапну победу. Лопез је победио у спринту, а Дајер је преузео вођство на трци. Последња етапа је припала спринтерима, у генералном пласману се није ништа променило, Наиро је завршио трећи, а Дајер Кинтана је освојио трку. У фебруару је завршио четврти на националном првенству, а затим је освојио Вуелта а Каталуњу, поставши тако трећи колумбијски победник трке, а први од 1998. када је освојио Ернан Бенаора. Након две недеље мучења са болешћу, завршио је трећи на Вуелта ал Паис Васко трци, 37 секунди иза Алберта Контадора. У априлу, Кинтана је возио Тур де Романди трку. На другој етапи, Кинтана је напао на 6,5 km до циља, након километра соло вожње, придружио му се прошлогодишњи победник, Илнур Закарин. Њих двојица су возили заједно до циља, где су спринтали за етапну победу. Кинтана је почео спринт на 300 m до циља, али га је Закарин престигао на 50 m и отишао је оштро у десну страну, затворивши пут Кинтани, који је морао д седне. Кинтана је протестовао гестикулацијом рукама, док је Закарин подигао обе руке прослављајући победу. Након што је обавио интервју, објављено је да је Закарин деградиран на друго место, због своје кретње, победа је припала Кинтани, који је тако захваљујући секундама бонификације стекао 18 секунди предности у односу на Закарина. Кинтана је сачувао предност до краја и освојио је трку 19 секунди испред Тиба Пиноа. Кинтана је тако постао други колумбијски победник трке, након Сантјага Ботера, који је Романдију освојио 2005. Завршну припрему за Тур де Франс имао је на трци Рута ди Суд, у јуну. Након прве две спринтерске етапе, Кинтана је победио на хронометру на трећој етапи, шест секунди испред Силвана Шаванела. На четвртој етапи, завршио је други, иза сувозача, Марка Селера и повећао предност у генералном пласману. На последњој етапи није било промена и Кинтана је освојио трку, 36 секунди испред Селера и у доброј форми је чекао Тур де Франс.
Прва недеља на Тур де Франсу је углавном била резервисана за спринтере, прва узбуђења у борби за генерални пласман виђена су на осмој етапи, када је Крис Фрум на спусту у Лушону изненадио све нападом и победио са 13 секунди испред групе у којој је био и Кинтана. На деветој етапи, у Пиринејима, није се водила велика борба, Кинтана, Фрум и Адам Јејтс су завршили етапу заједно и Кинтана је на дан одмора отишао са четвртог места, 23 секунде иза Фрума. На етапи 12, до Мон Вентуа, Фрум, Ричи Порт и Бауке Молема су отишли напред, док је Кинтана заостајао. На километар до циља мотор са камером их је оборио на земљу, Фрум је трчао док није добио помоћни бицикл, а на 500 m до циља добио је бицикл од свог тима. Иако је завршио скоро два минута иза Молеме, који је такође пао, Фруму је након етапе додељено исто време, тако да је зарадио 19 секунди испред Кинтане. На хронометру на етапи 13, Кинтана је изгубио два минута од Фрума, чиме се његов заостатак у генералном пласману попео на три минута. Након неколико лакших етапа, на етапи 17 је вођена велика борба. Након неколико безуспешних напада других возача, Ричи Порт је отишао, Фрум му се убрзо придружио, а Кинтана није могао да прати, на крају је изгубио нових минут и по. Још минут у односу на Фрума, Кинтана је изгубио на брдском хронометру на етапи 18 и то је био крај Кинтаниних амбиција за победу. На етапи 19, цела трка је "експлодирала". Роман Барде је напао на десет километара до циља, Фрум је у намери да брзо реагује пао. Кинтана и Порт су напали на три километра до циља, затим је Кинтана напао на два km до циља и створио малу предност, коју је и одржао, надокнадио је десет секунди испред Фрума и 30 испред Јејтса и дошао је до трећег места. На последњој брдској, етапи 20, није вођена велика борба, Кинтана је завршио шест секунди испред Фрума. На последњој етапи прослављао се крај, Фрум је освојио трећи Тур, а Кинтана је након два друга, освојио треће место, четири минута иза Фрума. Након Тура, Кинтана је изјавио да је имао психолошких проблема: "Возио сам Тур три пута и завршио сам га на подијуму три пута. Само могу да будем срећан. Након толико километара, толико посла, бити на подијуму је захвално и то је увек успех. Фрум је био недодирљив и супериоран на овом Туру. Ја сам разочаран што нисам могао да креирам више спектакла, фалило ми је психолошке снаге. Наставићу да јурим свој жути сан." Након Тур де Франса, Кинтана је изјавио да ће пропустити Олимпијске игре, да би се што боље спремио за Вуелта а Еспању.
На Вуелта а Еспањи очекивао се нови окршај Фрума и Кинтане, уз опорављеног Контадора. Вуелта је стартовала екипним хронометром, тимови Скај и Мовистар остварили су исто време, док је Тинкоф завршио са заостатком од 52 секунде, што је дало Кинтани солидну предност у односу на Контадора. Већ на трећој етапи виђена је борба у финишу, Кинтана је изгубио шест секунди од Фрума. На осмој етапи, Кинтана је напао на осам километара до циља и дистанцирао је конкуренте, завршивши 30 секунди испред Фрума, а преузео је и црвену мајицу. Мајицу је изгубио на деветој етапи, након успешног бега Давида де ла Круза, али је вратио већ на десетој етапи. На девет километара до циља, Фрум је губио контакт са групом, Кинтана је вукао јако, а на пет km до циља отишао је у напад са Контадором, који је убрзо отпао. Кинтана је престигао и Роберта Хесинка и освојио је етапу, 25 секунди испред Фрума. На етапи 14, Кинтана је покушавао неколико пута да дистанцира Фрума. Прво га је тестирао на Обиску, а затим је његов други напад направио селекцију у главној групи, мало возача је то могло да испрати, Леополд Кониг је вратио Фрума до Кинтане, који је настављао да напада. Последњи напор уложио је на 100 m до циља, али није успео да узме ни секунду. За разлику од претходне, на етапи 15 је Кинтана направио велику предност. На 118 km до циља, Контадор је напао, Кинтана је пратио и формирали су групу од 14 возача, која је све време радила сложно и повећавала предност, која је расла и до три минута. У самом финишу, издвојили су се Контадор, Кинтана и Ђанлука Брамбила, Контадор је брзо отапо, а на неколико стотина метара до циља, ни Кинтана није имао снаге, Брамбила је освојио етапу, а Кинтана је узео 2'37" испред Фрума. Херојским напором на етапи 15, Кинтана је стекао три и по минута испред Фрума, а добробити те етапе виделе су се на хронометру на етапи 19, где је Кинтана изгубио два минута од Фрума. На последњој брдској, етапи 20, Фрум је дао све од себе да надокнади заостатак. Напао је на пет километара до циља, али Кинтана је пратио без проблема. Фрум је покушавао изнова и изнова, али безуспешно. Како се ушло у последњи километар, било је јасно да ће Кинтана освојити Вуелту, али то ју било питање поноса и Фрум је опет покушавао са нападима, само да би пред циљ Кинтана напао и завршио две секунде испред Фрума. Последња етапа у Мадриду је била спринтерска и Кинтана је освојио Вуелту, минут и 23 секунде испред Фрума, а освојио је и класификацију комбинације. Након Вуелте, Кинтана је продужио уговор са Мовистаром до 2019. године. Након Вуелте, отишао је у Колумбију, где је дочекан као херој и завршио је сезону.
У UCI ворлд тур рангирању завршио је други, иза Петера Сагана.
У децембру 2016. након што је објављена рута Ђиро д’Италије, Кинтана је изјавио да ће пробати да освоји Ђиро и Тур, популарни Ђиро—Тур дабл, који је последњи успео да оствари Марко Пантани 1998. године.

### 2017.
Године 2017. је почео на челенџу Мајорке, трци из три дела, свака три дана су засебна, време се не преноси. Кинтана је завршио на 29 месту. Припреме за Ђиро наставио је на трци Вуелта а ла Комунитат Валенсијана, коју је освојио, уз етапну победу. Након Шпаније, Кинтана се преселио у Емирате, где је возио Абу Даби Тур, који је намењен спринтерима, али по речима менаџера Мовистара, Еузебија Унзеа, Кинтани требају равне етапе да би био комплетнији возач. Трку је завршио на 13 месту, минут и осам секунди иза победника, Руија Коште. 5. марта је учествовао на једнодневној италијанској трци ГП Индустрија и Артиђанато, где је завршио на 23 месту. Припреме за Ђиро наставио је на Тирено—Адријатику, где су му ривали били Винченцо Нибали, Фабио Ару, Том Димулен, Тибо Пино и Тиџеј ван Гардерен, који су се такође спремали за Ђиро. Трка је почела екипним хронометром, на којем је Мовистар завршио трећи, 22 секунде иза тима БМЦ, за који вози Ван Гардерен. На првој брдској, четвртој етапи, Кинтана је напао са Ригобертом Ураном, пратили су Томас и Јејтс, а на 2,2 km до циља, Кинтана је упутио одлучујући напад и тријумфовао на етапи 18 секунди испред Герента Томаса. Победом је преузео лидерску мајицу. На петој етапи, Кинтана је завршио осми у спринту редуковане групе. Тирено је завршен хронометром дугим 10 km, који је Кинтана завршио на 45 месту и освојио је трку 25 секунди испред Роана Дениса. Као последњу проверу пред Ђиро возио је Вуелта Астурас трку. На првој етапи завршио је на 14 месту, док је на другој етапи, воженој по јако хладном времену, тријумфовао и дошао до другог места у генералном пласману. Последњу, трећу етапу завршио је на петом месту и завршио је трку на другом месту, 32 секунде иза Раула Аларкона.
Највећи конкуренти Кинтани на стотом Ђиру били су Винченцо Нибали, Том Димулен, Микел Ланда, Тибо Пино, Адам Јејтс и Герент Томас. Прве борбе вођене су на четвртој етапи, гдје је Илнур Закарин нападом у финишу етапе дошао до 10 секунди предности у односу на друге конкуренте за генерални пласман; Кинтана је завршио на 11 месту, у групи са другим фаворитима. На деветој етапи, Ланда и Томас су пали и испали из борбе за генерални пласман. Кинтана је напао на 6 km до циља; Нибали и Пино су једини могли да прате. Кинтана је напао пет на 5 km до циља, када је нагиб достигао 14%, Нибали није могао да прати. Кинтана је наставио лагано и тријумфовао са 24 секунде испред Пиноа и Димулена, преузевши розе мајицу. На хронометру на десетој етапи, Кинтана је завршио на 23 месту, два минута и 53 секунде иза Димулена, који је тиме преузео розе мајицу — два минута и 23 секунде испред Кинтане. На етапи 11, Кинтана је нападао заједно са Нибалијем и Пиноом, али Димулен није посустајао и завршили су са истим временом. На етапи 14, до Оропе, водила се велика борба. Кинтана је напао на 4 km до циља; Димулен није реаговао, био је дистанциран, возио је својим темпом и стигао је до возача испред, након чега је сам напао; пратили су Закарин и Микел Ланда, док је Кинтана полако заостајао. Димулен је освојио етапу, док је Кинтана завршио четврти, 14 секунди иза, а са десет секунди бонификације — изгубио је додатне 24 секунде чиме је Димулен повећао предност на два минута и 47 секунди. На етапи 15, Нибали и Кинтана су опет покушавали у финишу; дистанцирали су Димулена, али он је успио да се врати на 2 km до циља. Кинтана је завршио други, изгубивши у спринту од Боба Јунгелса. На краљевској, етапи 16, Димулен је имао стомачних проблема и на око 40 km до циља морао је да направи паузу. Главна група га је кратко чекала, али како је долазио посљедњи успон на етапи, убрзали су темпо; заостатак Димулена је растао, док је Нибали напао на километар до врха последњег успона — Умбраилпас, Кинтана га је пратио али је дистанциран на спусту и завршио је трећи, 12 секунди иза Нибалија, смањивши заостатак за Димуленом на 31 секунду. На етапи 18, Кинтана је напао на средини етапе, на успону Пасо Гардена, достигао сувозаче који су на почетку етапе отишли напријед и покушавао да надокнади вријеме за Димуленом, који је отпао, али се вратио до Кинтане возећи у свом ритму. Нибали и Кинтана су нападали у наставку етапе, али нису успјели да се одвоје. Димулен их је по завршетку етапе оптужио да су радили заједно да би он изгубио, умјесто да се боре за побједу; додао је да би му било драго ако Кинтана и Нибали изгубе своја мјеста на подијуму. На етапи 19, Мовистар је радио јако и Димулен је био у проблему већ на почетку, када се група раздвојила, морао је да уложи много снаге да би се вратио до главне групе. На посљедњем успону, Мовистар и Бахреин—Мерида су вукли јако; Димулен је двапут отпадао од групе и враћао се, али трећи пут није успио и Кинтана је завршио минут и девет секунди испед Димулена. Преузео је розе мајицу са 38 секунди испред Димулена. На посљедњој брдској, етапи 20, Нибали је напао на 25 km до циља; Димулен је посустајао, али се вратио у групу. Кинтана и Нибали су се одвојили, док је Димулен покушавао да смањи заостатак; убрзо је и Пино отишао до возача напријед и имали су 20 секунди предности на врху успона. Кинтана је неколико пута нападао покушавајући да се одвоји, али није успио и завршио је пети у спринту на циљу, повећавши предност над Димуленом 53 секунде, док је над другопласираним Нибалијем имао предност од 39 секунди. Ипак, Димулен је био фаворит за освајање Ђира, јер је посљедња етапа била 29,8 km дуг хронометар. На хронометру, Кинтана је већ након 8 km имао 31 секунду заостатка иза Димулена, док је на другом пролазном мјерењу заостајао минут и осам секунди. Разлика је расла и Кинтана је етапу завршио на 27 месту, минут и 24 секунде иза Димулена, који је тако свој први Ђиро, 31 секунду испред Кинтане. Кинтана је изјавио да је Ђиро — Тур дабл и даље опција у будућности.
Одлучио је да не вози до Тур де Франса, сматрајући да ће 35 дана између две трке бити довољно да се опорави за Тур. Тур је почео хронометром у Диселдорфу, који је Кинтана завршио на 53 месту, изгубивши 36 секунди од Криса Фрума. На хронометру је пао Алехандро Валверде, Кинтанин први помоћник, због чега је морао да напусти Тур. На петој етапи Фабио Ару је напао на 2,3 km до циља и стигао до соло победе, док је Кинтана изгубио 34 од Аруа и 14 од Фрума. На деветој етапи догодило се неколико падова, због чега су Ричи Порт и Герент Томас морали да напусте Тур. На последњем успону ређали су се напади, на које Кинтана није имао снаге да реагује, отпао је и завршио етапу минут и 15 секунди иза. На етапи 12, Кинтана је опет био у проблему, отпао је на 6 km до циља и етапу је завршио са два минута иза Бардеа и других конкурената, већ тада је имао четири минута заостатка у генералном пласману. На етапи 13 Алберто Контадор и Микел Ланда су напали при врху првог брдског циља, а недуго затим је и Кинтана отишао од главне групе, пратио га је Ворен Барги. Кинтана је стигао до Контадора и њих четворица су радили заједно до циља, где је Барги одспринтао Кинтану. Завршили су минут и 50 секунди испред групе, захваљујући чему је Кинтана стигао до осмог места. У брзом финишу етапе 14, Кинтана се нашао позади, изгубивши 22 секунде. На етапи 15, Кинтана је отпао од групе на скоро 40 km до циља, на успону Кол де Пејра Таладе, на врху брдског циља имао је минут и по заостатка. На крају етапе изгубио је четири минута и пао на 11 место, шест минута иза Фрума. На етапи 17, Контадор је напао на 105 km до циља, Кинтана је кренуо са њим али није имао снаге и брзо је отпао до главне групе. Етапа се претворила у катастрофу за Кинтану кад је отпао и од главне групе. На циљ је стигао шест и по минута иза Урана, Фрума и других фаворита и у генералном пласману је заостајао 12 минута.. На етапи 18 изгубио је још минут, док је хронометар на етапи 20 завршио на 36 месту, минут и 42 секунде иза победника Мацјеја Боднара. Последња, етапа 21 није била такмичарска, славио се крај Тура, који је Кинтана завршио на 12 месту, 15 минута и 28 секунди иза победника Криса Фрума.
Након Тур де Франса возио је једнодневне трке; био је члан колумбијског тима на Светском првенству, где је возио друмску трку, али је није завршио. У октобру возио је Милано—Торино класик. Тим Мовистар покушавао је на првом успону да раздвоји групу, али је Кинтана одлучио да сачека са нападом. Ригоберто Уран напао је на 4 km до циља, док је група иза касно реаговала; завршио је на четвртом месту, 28 секунди иза Урана. Сезону је завршио на Ђиро ди Ломбардији, коју је завршио на деветом месту, 42 секунде иза Винченца Нибалија.

### 2018.
Главни фокус 2018. године био му је Тур де Франс. Сезону је почео на домаћој трци у Колумбији, Колумбија Оро и Паз. Након почетних спринтерских етапа, борба за генерални пласман водила се на петој етапи. На последњем успону, на 3 km до циља, неки од најбољих колумбијских бициклиста отишли су у напад, што остатак групе није могао да прати; Кинтана, Уран, Серхио Енао и Еган Бернал стигли су на циљ заједно, Кинтана је у спринту завршио други, иза Урана и преузео је лидерску мајицу. Наиров брат, Дајер Кинтана био је у бијегу и тријумфовао је на шестој етапи; Бернал је напао на 20 km до циља, завршио је други и освојио је трку; Кинтана је завршио шесту етапу на осмом месту, 11 секунди иза Бернала и завршио је трку на другом месту. Сезону је наставио на тркама у Шпанији. У априлу возио је Вуелта а Каталуњу, где је био лидер тима заједно са Алехандром Валвердеом. Валверде је преузео лидерску мајицу победом у спринту на другој етапи, док су се на трећој возили успони; етапа је због снега скраћена и није се возио последњи успон, Кинтана је завршио на петом месту, у групи која је на циљ дошла 20 секунди иза Томаса де Гента. На четвртој етапи, Мовистар је доминирао на последњем успону, Ла Молина, и на 7 km до циља. Валверде, Кинтана и Марк Солер дистанцирали су групу, пратили су само Бернал и Пјер Латур; Бернал је покушао да се дистанцира, али отпао је само Солер. Кинтана је у последњих 5 km радио на врху за Валвердеа, да се остали возачи не би вратили; Валверде је напао на 500 m до циља и тријумфовао, док је Кинтана завршио трећи, шест секунди иза и дошао је до трећег места у генералном пласману. На последњој етапи, Бернал је више пута нападао, а затим је у финишу пао и морао је да напусти трку; Кинтана је етапу завршио у групи и трку је завршио на другом месту у генералном пласману, 29 секунди иза Валвердеа.
У априлу возио је Вуелта ал Паис Васко трку, заједно са Микелом Ландом. Трка је почела са брдском етапом, Примож Роглич напао је на последњем успону, на 9 km до циља, пратили су Жилијен Алафилип и Кинтана, који су радили заједно у наставку етапе. На километар до циља, Роглич је поново напао, Алафилип је пратио, док Кинтана није имао снаге и група га је достигла; завршио је десети, у групи која је на циљ дошла 23 секунде иза Алафилипа и Роглича. На другој етапи, Алафилип, Роглич, Ланда и Горка Изагире су напали на последњем успону, поново је Алафилип тријумфовао испред Роглича, док је Кинтана завршио у групи која је на циљ стигла 25 секунди иза. На четвртој етапи вожен је хронометар, који је Кинтана завршио на 37 месту, минут и 18 секунди иза Приможа Роглича и пао је на осмо место у генералном пласману, два минута и осам секунди иза Роглича, док је Ланда био три секунде иза Кинтане. На петој етапи вођена је велика борба, Кинтана није имао снаге да испрати нападе и завршио је етапу минут и по иза Роглича и Ланде, повећавши заостатак на три минута и 40 секунди. На последњој етапи Мовистар је радио за Ланду, који је био на другом месту. Кинтана је завршио етапу на петом месту, захваљујући чему је дошао до петог места у генералном пласману, три минута и 17 секунди иза Роглича, док је Ланда завршио други, два минута испред Кинтане. Последњу припремну трку пред Тур де Франс возио је у јуну — Тур де Свис, где је поново возио са Ландом. Трка је почела екипним хронометром, који је тим Мовистар завршио 33 секунде иза БМЦ-а. На петој етапи, Ланда је напао на 6 km до циља, достигнут је на 400 m до циља и завршио је 14 секунди иза, док је Кинтана завршио у првој групи и дошао је до шестог места у генералном пласману, 33 секунде иза Ричија Порта. На шестој етапи, Ричи Порт је напао на последњем успону, Кинтана је кренуо са њим, али није могао да га прати и завршио је у групи, 12 секунди иза. На седмој етапи, Кинтана је напао на 27 km до циља, Порт и још неколико возача су пратили, али кад је напао други пут, нико није могао да га прати. Предност је расла и до 40 секунди, али БМЦ је радио у групи иза и смањивао заостатак. Последњих 5 km Порт је морао сам да ради на достизању, смањио је предност на десет секунди, али је онда остао без снаге и Кинтана је тријумфовао на етапи, 22 секунде испред Јакоба Фуглсанга и Порта, дошавши тако до другог места у генералном пласману, 17 секунди иза Порта. На последњој, деветој етапи вожен је хронометар, који је Кинтана завршио на 39 месту, два минута иза Стефена Кинга, који је освојио етапу; Кинтана је изгубио време и од Порта и Фуглсанга и трку је завршио на трећем месту, минут и 12 секунди иза Порта.
У јулу возио је Тур де Франс, на који је тим Мовистар дошао са три лидера, поред Кинтане ту су били и Микел Ланда и Алехандро Валверде. На Туру се опет борио против Криса Фрума, који је покушавао да освоји Ђиро—Тур дабл; док су остали ривали били Том Димулен, Ричи Порт, Ромен Барде, као и Герент Томас, који је био план Б Скаја. На првој етапи, на 3,6 km до циља, Кинтана је имао механичких проблема, оба точка су му се сломила и морао је да чека тимски аутомобил, само 600 m од безбедне зоне, јер ако било ко изгуби време у последња три километра због пада или механичких проблема, добија исто време као и група у којој је био у том тренутку. Етапу је завршио минут и 15 секунди иза главне групе, али је завршио 24 секунде иза Фрума, Порта и Адама Јејтса, који су пали. Након прве двије спринтерске етапе, на трећој етапи вожен је екипни хронометар, који је тим Мовистар завршио на 11 месту, 53 секунде иза БМЦ-а и заостатак Кинтане био је већ преко два минута иза Грега ван Авермата, Томаса и Тиџеја ван Гардерена након три етапе. Циљ шесте етапе био је на успону Мур де Бретањ. Данијел Мартин је напао на последњем километру и тријумфовао; Кинтана је завршио у групи која је на циљ стигла три секунде касније. На деветој етапи вожене су секције калдрме које се возе на Париз—Рубеу; многи возачи су имали механичких проблема, док је Ричи Порт напустио Тур због пада. Кинтана је завршио у главној групи, која је на циљ дошла 27 секунди иза водеће тројке и дошао је на 21 место у генералном пласману. Прва велика брдска етапа била је етапа 11, чији је циљ био на успону Ла Розјер. На половини успона екстра категорије — Кол ди Пре, Алехандро Валверде је напао и убрзо је стекао два минута предности; на 18 km дугом спусту са наредног успона, друге категорије, Корме де Розелен, Димулен је напао заједно са сувозачем Крегом Андерсеном. Стигао је до Валвердеа, а затим отишао и од њега; у главној групи Томас је напао на 6 km до циља, а на 4 km до циља стигао је до Димулена. На километар до циља Томас је напао и тријумфовао на етапи, док су позади Кинтана, Примож Роглич, Ромен Барде и Винченцо Нибали покушавали да лимитирају губитке; завршили су етапу минут иза, док је Ланда завршио још 48 секунди иза. Заостатак Кинтане повећао се на три минута и 16 секунди, али је дошао до деветог места у генералном пласману. На етапи 12 вожено је неколико успона, док је циљ био на Алп д’Иезу, дугом 13,8 km. Стивен Кројсвајк је напао из групе фаворита на 85 km до циља, створио је велику предност, што је тим Скај успио да достигне у финишу. На почетку успона, нападали су Кинтана, Ланда и Нибали, али их је Еген Бернал на темпо достизао. Након што су достигли Кројсвајка на 4 km до циља, Димулен је напао, пратили су Томас, Фрум, Барде и Ланда, док Кинтана није имао снаге и завршио је 47 секунди иза Томаса. На етапи 14, Димулен је напао на 2 km до циља, пратили су само Томас и Фрум, док је Кинтана изгубио још десет секунди. Након што на првој етапи у Пиринејима није било напада, борбе су вођене на етапи 17, која је била дуга само 65 km; толико кратка етапа на Туру није вожена од 1988. године. Кинтана, који је био доста далеко у генералном пласману, напао је заједно са Данијелом Мартином на последњем успону, Кол ди Портеу, што нико други није пратио. Убрзо је отишао и од Мартина, као и од возача који су већ били испред и дошао је до соло победе, 28 секунди испред Мартина и 47 секунди испред Томаса, захваљујући чему је дошао до петог места у генералном пласману, три и по минута иза Томаса, док је био минут и по испред Ланде. То је била прва победа Кинтане на Туру након 2013. године, након чега је изјавио да је желео ову победу за свој народ у Колумбији и да наставља борбу у трећој недељи. На последњој брдској, етапи 19, Роглич је напао на последњем успону, Кол де Обиску, што су Томас и Димулен пратили, док је Кинтана дистанциран. Возио је у свом ритму и етапу је завршио седам минута иза Роглича, због чега је пао на девето место у генералном пласману, са преко десет минута иза Томаса. На етапи 20 вожен је 31 km дуг хронометар, који је Кинтана завршио четири минута иза Димулена и пао је на десето место, јер је изгубио време и од Илнура Закарина. На последњој етапи није било промена и Кинтана је завршио Тур на десетом месту, 14 минута и 16 секунди иза Томаса. Томас је тако постао трећи Британац и први Велшанин који је освојио Тур, док су Димулен и Фрум постали први возачи након Марка Пантанија 1998. који су завршили Ђиро и Тур на подијуму исте године.
Након разочаравајућег наступа на Туру, Мовистар су на Вуелта а Еспањи поново предводила сва три лидера.